# Aplocera kautzi
Aplocera kautzi är en fjärilsart som beskrevs av Karl Schawerda 1919. Aplocera kautzi ingår i släktet Aplocera och familjen mätare. Inga underarter finns listade i Catalogue of Life.